# UI Automation
UI Automation (UIA de Microsoft) est une bibliothèque logicielle (API) pour les technologies concernant les personnes handicapées, notamment celle du lecteur d'écran pour les non-voyants. Il fonctionne sur Windows Vista, Windows XP (et Windows Server 2003) ; il est basé sur WPF (Windows Presentation Foundation) de .NET 3.0. Il sert aussi à effectuer des tests fonctionnels et, de manière plus générale, il permet de piloter les composants Windows accessible depuis le bureau. 
Il a été lancé en 2005 comme successeur de Microsoft Active Accessibility (en) (MSAA).
En 2007, le logiciel libre Mono n'inclut pas le support WPF et surtout les développeurs de Mono ne prévoient pas de l'inclure.